# Liste der Nummer-eins-Hits in Australien (1965)
Diese Liste enthält alle Nummer-eins-Hits in Australien im Jahr 1965. Es gab in diesem Jahr 14 Nummer-eins-Singles und fünf Nummer-eins-Alben.
| Singles | Alben |
| --- | --- |
| - The Beatles – I Feel Fine / She’s a Woman - 8 Wochen (12. Dezember 1964 – 5. Februar 1965) - Julie Rogers – The Wedding - 1 Woche (6. Februar – 12. Februar) - Petula Clark – Downtown - 1 Woche (13. Februar – 19. Februar) - The Rolling Stones – Under the Boardwalk / Walking the Dog - 3 Wochen (20. Februar – 12. März) - The Seekers – I'll Never Find Another You - 3 Wochen (13. März – 2. April) - The Beatles – Rock and Roll Music / Honey Don't - 4 Wochen (3. April – 30. April) - The Beatles – Ticket to Ride / Yes It Is - 3 Wochen (1. Mai – 21. Mai) - Herman’s Hermits – Mrs. Brown, You've Got a Lovely Daughter - 4 Wochen (22. Mai – 18. Juni) - Elvis Presley – Crying in the Chapel - 6 Wochen (19. Juni – 30. Juli) - Billy Thorpe and the Aztecs – I Told the Brook / Funny Face - 1 Woche (31. Juli – 6. August) - The Rolling Stones – (I Can’t Get No) Satisfaction - 1 Woche (7. August – 13. August) - The Beatles – Help! / I'm Down - 8 Wochen (14. August – 8. Oktober) - Normie Rowe – Que sera, sera (Whatever Will Be, Will Be) / Shakin' All Over - 8 Wochen (9. Oktober – 3. Dezember) - The Seekers – The Carnival Is Over - 6 Wochen (4. Dezember 1965 – 14. Januar 1966) | - The Beatles – A Hard Day’s Night - 1 Woche (9. Januar – 15. Januar 1965) - The Rolling Stones – The Rolling Stones - 3 Wochen (16. Januar – 5. Februar) - The Beatles – Beatles for Sale - 11 Wochen (6. Februar – 23. April) - The Sound of Music (Soundtrack) - 21 Wochen (24. April – 17. September, insgesamt 76 Wochen; → 1966) - The Beatles – Help! - 9 Wochen (18. September – 19. November insgesamt 11 Wochen; → 1966) - The Sound of Music (Soundtrack) - 9 Wochen (20. November 1965 – 30. Januar 1966, insgesamt 76 Wochen) |

Siehe auch: Nummer-eins-Hits 1965 in  Belgien, Deutschland, Finnland, Frankreich, Irland, Italien, Kanada, den Niederlanden, Norwegen, Österreich, Spanien, den Vereinigten Staaten und im Vereinigten Königreich.